# Nilgiri-Langur
Der Nilgiri-Langur (Semnopithecus johnii, Syn.: Trachypithecus johnii) ist eine Primatenart aus der Gruppe der Schlankaffen und ist eine der zwei Arten, in die die Untergattung Violettgesichtigen Languren (Kasi) innerhalb der Gattung der Indischen Languren (Semnopithecus) aufgeteilt wird.

## Merkmale
Nilgiri-Languren erreichen eine Kopfrumpflänge von 58 (Weibchen) bis 78 (Männchen) Zentimetern, der Schwanz ist mit 69 bis 97 Zentimetern deutlich länger als der Körper. Das Gewicht variiert zwischen 10 und 14 Kilogramm, wobei die Männchen schwerer werden als die Weibchen. Das Fell dieser Tiere ist schwarz gefärbt, das dunkle, unbehaarte Gesicht ist von hellen, gelblich-braunen Haaren umgeben.

## Verbreitung und Lebensraum

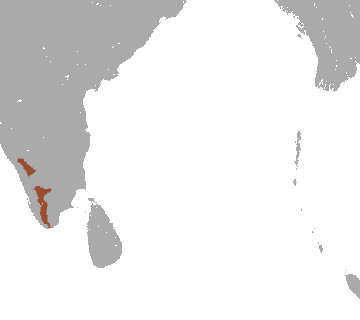
Verbreitungsgebiet des Nilgiri-Languren

Diese Primaten leben im südlichen Indien, vorwiegend im Bereich der Westghats im namensgebenden Nilgiri-Gebirge. Lebensraum dieser Tiere sind Wälder, sowohl tiefer gelegene als auch Gebirgswälder bis in 2000 Metern Seehöhe.

## Lebensweise
Nilgiri-Languren sind tagaktive Baumbewohner, die sich im Geäst vorwiegend auf allen vieren fortbewegen. Sie leben in Haremsgruppen von 3 bis 25 Tieren, diese bestehen aus einem Männchen, einem oder mehreren Weibchen und dem dazugehörigen Nachwuchs. Es sind territoriale Tiere, die anderen Gruppen aggressiv begegnen. Die Streifgebiete sind klein und die Länge der täglichen Streifzüge relativ kurz.
Sie sind Pflanzenfresser, die sich vorwiegend von Blättern ernähren, daneben aber auch Früchte, Samen, Blüten, Knospen und andere Pflanzenteile zu sich nehmen. Wie alle Schlankaffen haben sie einen mehrkammerigen Magen zur besseren Verwertung der schwer verdaulichen Pflanzennahrung.

## Fortpflanzung
Die Mehrzahl der Geburten fällt in die Monate Mai bis Juni oder November, was mit dem verstärkten Blattwuchs nach Monsunzeiten zusammenhängt. Es überwiegen Einlingsgeburten, die Jungtiere haben zunächst ein rotbraunes Fell, das sich nach einigen Wochen schwarz zu verfärben beginnt. Mit rund einem Jahr wird das Jungtier entwöhnt. Die Männchen müssen beim Eintreten der Geschlechtsreife ihre Geburtsgruppe verlassen.

## Bedrohung
Die Hauptbedrohungen für den Nilgiri-Langur stellen der Verlust des Lebensraumes und die Bejagung dar. Manchen Körperteilen dieses Primaten wird eine heilende Wirkung zugesprochen, so wird ihr Blut als Verjüngungsmittel getrunken. Ihr Siedlungsgebiet ist in viele kleine Teile zersplittert, Teile davon sind als Naturreservate geschützt. Die IUCN schätzt die Zahl der erwachsenen Tiere auf rund 8300 und listet die Art als gefährdet (vulnerable). Außerhalb ihrer indischen Heimat wurde diese Art nur im Erfurter Zoo (mehr als 40 Jahre lang) gehalten (seit 2012 im neu geschaffenen „Lemurenwald“). Mit dem Tod der letzten beiden Nachzuchttiere im Mai beziehungsweise Juli 2016 lief diese Haltung jedoch aus.

## Systematik
Der Nilgiri-Langur bildet zusammen mit dem Weißbartlangur Sri Lankas die Untergattung Kasi innerhalb der Indischen Languren. Die systematische Stellung dieser Untergattung ist umstritten, sie scheinen zwischen den Hanuman-Languren (Gattung Semnopithecus) und den Haubenlanguren (Gattung Trachypithecus) zu vermitteln. Auch die Färbung der Neugeborenen, die ansonsten ein gutes Kriterium der verschiedenen Langurengattungen ist, ist bei Kasi nicht eindeutig. Geissmann (2003) sowie Mittermeier, Rylands & Wilson (2013) ordnen den Nilgiri-Langur unter Semnopithecus ein, Wilson & Reeder (2005) hingegen unter Trachypithecus.